# Castillo de Ordás
El castillo de Ordás es una fortaleza medieval situada en el municipio aragonés de Nueno, provincia de Huesca, a 1045 metros de altitud sobre la orilla izquierda del río Isuela. Su estado es ruinoso, y está considerado Bien de Interés Cultural en virtud de lo dispuesto en la disposición adicional segunda de la Ley 3/1999, de 10 de marzo, del Patrimonio Cultural Aragonés.
Es probable que el castillo existiese desde el siglo XII, cuando surgió el pueblo de Ordás. Se sabe que fue propiedad de los Urríes de Ayerbe.
En la Edad Media funcionó como un estratégico enclave que controlaba el puerto de Monrepós, pero en la actualidad únicamente se conservan el muro de mampuesto, que mide 12 metros de longitud y 5 de altura, y que además pudo estar almenado, y la puerta de entrada, adintelada y defendida por tres saeteras. Además, existe en la roca una cavidad que pudo haberse tratado de un aljibe, por cuanto hay en ella canalillos excavados para la recogida de agua. El castillo, se sabe, tenía un recinto de planta tríangular que apuntaba al río, y dos de sus lados estaban protegidos por las peñas.